# Mathilde van Portugal

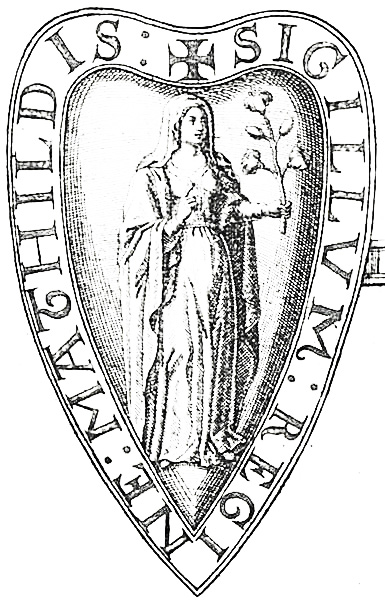
zegel van Teresa Mathilde van Portugal

Mathilde van Portugal (Coimbra 1151 - Veurne 6 mei 1218) was gravin-gemalin van Vlaanderen, Zeeland, Valois en Vermandois (eerste huwelijk) en hertogin-gemalin van Bourgondië (tweede huwelijk) in de 12e eeuw. Zij ontplooide zich tot een gedreven bestuurder en diplomate.
Mathilde's doopnaam was Teresa. Na het overlijden van haar oudere zus nam ze diens naam Mafalda over, wat later in Vlaanderen Mathilde werd.

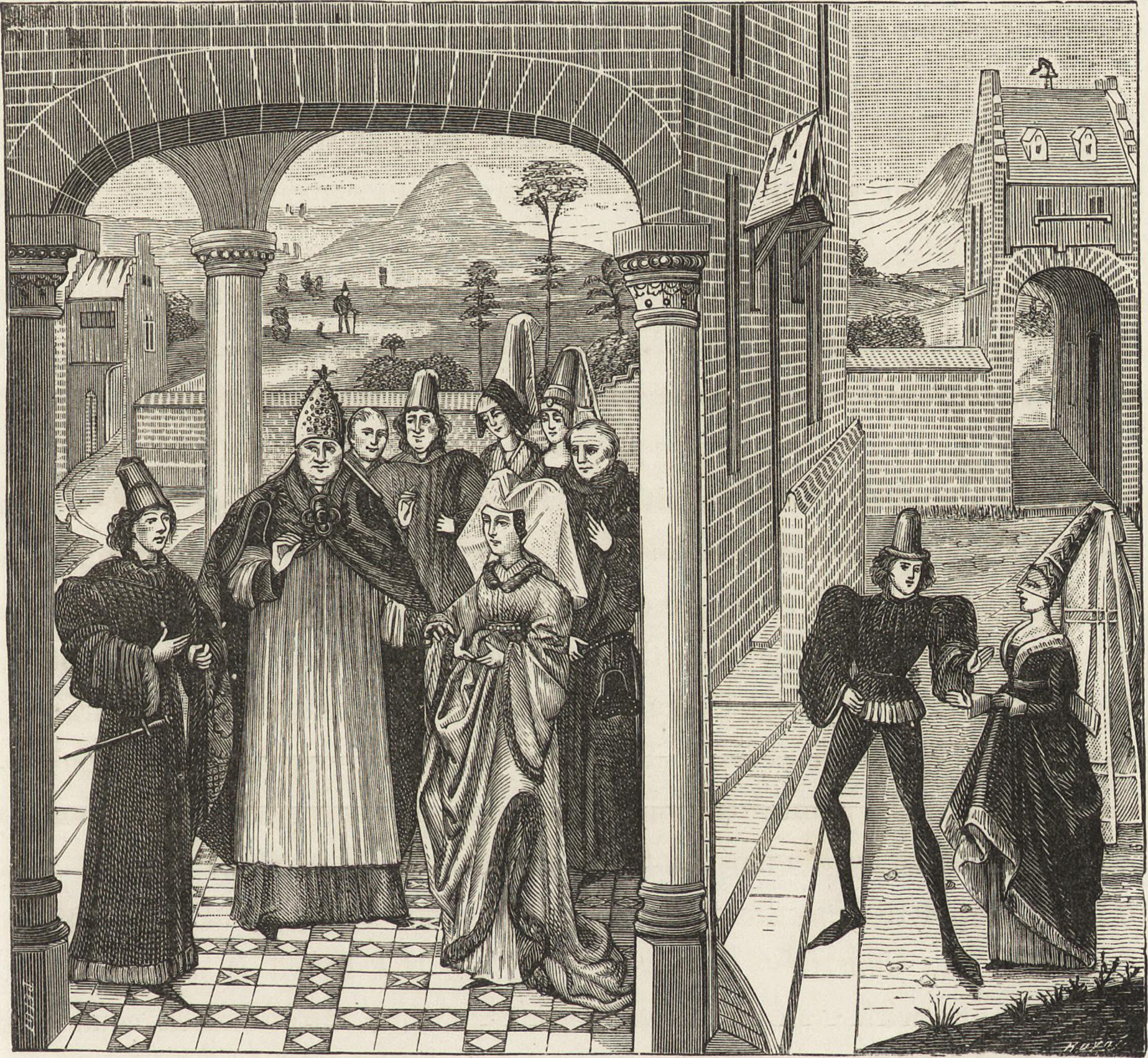
Vrede van Atrecht (1191), tussen Mathilde van Portugal en Boudewijn V van Henegouwen, bemiddeld door Willem van Champagne

## Levensloop

### Coimbra
De ouders van Mathilde waren Alfons I de Veroveraar en Mathilde van Savoye, het eerste koningspaar van Portugal. Langs vaders zijde behoorde ze tot het Huis Bourgondië in Portugal en langs moeders zijde tot het Huis Savoye. Toen haar vader ziek werd, nam zij en haar broer Sancho het bestuur van het land over (1169-1184). Zij legde zich tijdens haar regentschap toe op de administratieve organisatie van het jonge koninkrijk Portugal, wat haar vader bijzonder apprecieerde. Haar broer behartigde de militaire belangen. Mathilde mocht niet uitgehuwelijkt worden met een prins uit Aragon of Castilië, want dit hield het gevaar in dat Portugal ooit geannexeerd zou worden door een naburige 'Spaanse' heer. Mathilde bleef ongehuwd omwille van het staatsbelang. In 1174 huwde haar broer Sancho en kreeg meerdere kinderen, wat de dynastie verzekerde eens de kinderen opgroeiden aan het hof.

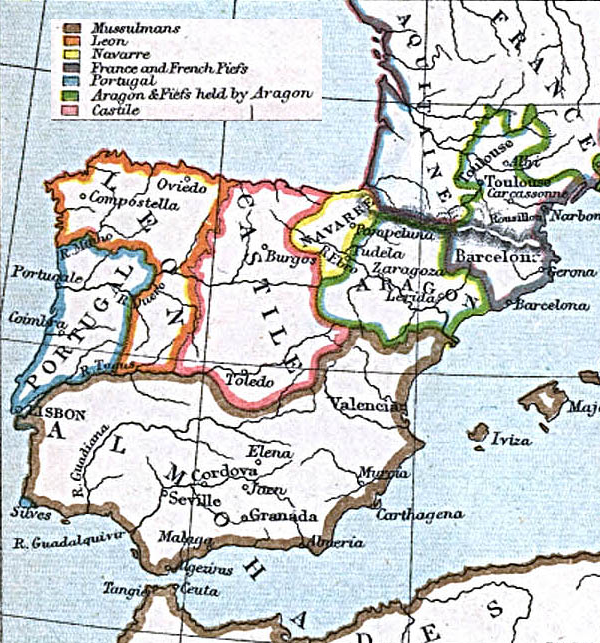
Portugal (blauw) in 1211, bij de dood van haar broer Sancho I

### Gent
Aangezien er Vlaamse kruisvaarders meegevochten hadden met de verovering van Lissabon (1147), was de interesse van het Portugese hof voor het verre graafschap Vlaanderen gewekt. In 1183 huwde Mathilde, 32 jaar oud en geletterd, met de analfabete graaf van Vlaanderen, Filips van de Elzas. Willem van Blois, aartsbisschop van Reims, zegende het huwelijk in. Het was het 2e huwelijk van de graaf. Graaf Filips was tevens graaf van Zeeland, Valois en Vermandois. Het graafschap Artesië had Filips al afgestaan aan de Franse Kroon (1180). 
Gravin Mathilde bracht een belangrijke bruidsschat mee naar het Vlaamse hof. Ooggetuigen waren onder de indruk van de hoeveelheid goud, brokaat en edelstenen. Graaf Filips kon er oorlogen mee voeren tegen de Franse Kroon (tot 1186). Hij schonk haar overigens een groot deel van het graafschap Vlaanderen als persoonlijk bezit. Gravin Mathilde hield zich bezig met haar landgoederen in (Zuid-)Vlaanderen en met het lezen van manuscripten. Met Mathilde waren er Portugese kooplui naar Vlaanderen gekomen, met handelsrelaties tot gevolg. De Vlaamse steden waren in opmars, ook al door de gevoerde politiek van graaf Filips. Het huwelijk bleef kinderloos.
In 1191 stierf graaf Filips op kruistocht. Het grafelijk huis van de Elzas dreigde uit te sterven. Haar schoonzus Margaretha van de Elzas en schoonbroer Boudewijn V van Henegouwen, kwamen aan de macht in het graafschap Vlaanderen. Dit nam niet weg dat de eerste jaren van hun bestuur Mathilde regentes van Vlaanderen was. Zij beheerde immers zodanig de financiën van het graafschap dat ze de eerste jaren incontournable was.

### Dijon
Van 1194 tot 1195 was ze gehuwd met hertog Odo III van Bourgondië, verwant met haar langs vaders zijde. Voor hertog Odo was het zijn eerste huwelijk. Het huwelijk werd snel ontbonden, officieel omwille van bloedverwantschap. De echte reden van ontbinding was de kinderloosheid van het huwelijk. Mathilde keerde terug naar haar domeinen in zuidelijk Vlaanderen.

### Veurne
Mathilde bood vervolgens haar diensten aan de invloedrijke paus Innocentius III. Deze kon Mathilde's politieke ervaring goed gebruiken. Mathilde bemiddelde in Rome de benoeming van haar stiefbroer Alfons tot grootmeester van de Orde van Malta (1202). Zij hielp de paus bij de keuze van edelen voor de Vierde Kruistocht. In 1212 was zij aan het Portugese hof in Coimbra, bij het overlijden van haar broer, koning Sancho I. Haar neef, Sancho II, volgde op in een sfeer van ruzies aan het Portugese hof. Later trok de 60-jarige Mathilde zich meer en meer terug in zuidelijk Vlaanderen. Zij verdronk in een moeras in de buurt van Veurne, toen haar koets er zich vast reed (1218). 